# Short 330
Lo Short SD3-30, in seguito ridesignato Short 330, era un bimotore turboelica da trasporto passeggeri ad ala alta sviluppato dall'azienda aeronautica britannica Short Brothers negli anni settanta.
Destinato al mercato dell'aviazione commerciale venne utilizzato sia in ambito civile, da compagnie aeree che operavano su rotte regionali e a corto raggio, che militare entrando in servizio dal giugno 1976 al 1988.

## Storia del progetto
Per soddisfare il mercato aereo regionale e a corto raggio in territorio statunitense, che la Civil Aviation Authority (CAA) per questa tipologia di linee aeree decise di ammettere un massimo di 30 passeggeri, nei primi anni settanta la Short Brothers avviò un programma di sviluppo per un nuovo modello da proporre alle numerose compagnie aeree che operavano in questo settore.
Il progetto attinse all'esperienza acquisita nello sviluppo del più piccolo, lento e meno capiente Short SC.7 Skyvan: l'ufficio tecnico dell'azienda di Belfast decise di mantenere la forma della fusoliera, a sezione rettangolare, del precedente modello allungandola opportunamente per ospitare 30 posti a sedere, aumentando inoltre l'apertura alare (da 19,79 a 22,76 m) ed adottando un carrello d'atterraggio retrattile sul muso. Rispetto allo Skyvan il progetto prevedeva una diversa organizzazione interna così da poter proporre il modello in configurazione passeggeri, cargo o misto. Un'inusuale caratteristica del nuovo modello, identificato come Short 330, fu la collocazione dei serbatoi di combustibile, sopra lo scompartimento passeggeri.
Il primo prototipo del 330 venne portato in volo per la prima volta il 22 agosto 1974. La successiva fase di test indicò che le modifiche introdotte non influirono che marginalmente sulle capacità STOL possedute dallo Skyvan ed il nuovo modello manteneva quasi inalterati i valori di distanza necessaria per il decollo e l'atterraggio del velivolo.
Mentre inizialmente la produzione si concentrò unicamente sulla versione passeggeri, nel 1982 la Short propose la variante da trasporto 330-UTT (Utility Tactical Transport) destinata al mercato del settore difesa. Questa versione, ottimizzata per il trasporto tattico era caratterizzata dal pavimento rinforzato e dai portelloni laterali atti al lancio di paracadutisti, ottenne un discreto successo commerciale ottenendo alcuni contratti di fornitura (per piccole quantità), il migliore dei quali redatto con il governo thailandese che ne acquistò quattro esemplari destinati alla Kongthap Akat Thai, la sua aeronautica militare.
Una seconda variante venne sviluppata per rispondere ad una specifica emessa dall'Army National Guard (componente terrestre del National Guard of the United States) nella quale venne introdotta una modifica alla fusoliera integrando un portellone posteriore a comando idraulico con funzioni di rampa d'accesso. Questa variante, indicata dall'azienda come Short Sherpa, venne portata in volo per la prima volta il 23 dicembre 1982 per poi essere acquistata dal governo statunitense in 18 esemplari, identificati in base al sistema di designazione unificato C-23 Sherpa. Consegnati alla United States Air Force (USAF) nel marzo 1983, vennero impiegati nel ruolo di European Distribution System Aircraft (EDSA), ovvero il trasporto di parti di ricambio tra le basi aeree della United States Air Forces in Europe (USAFE) dislocate in Europa.

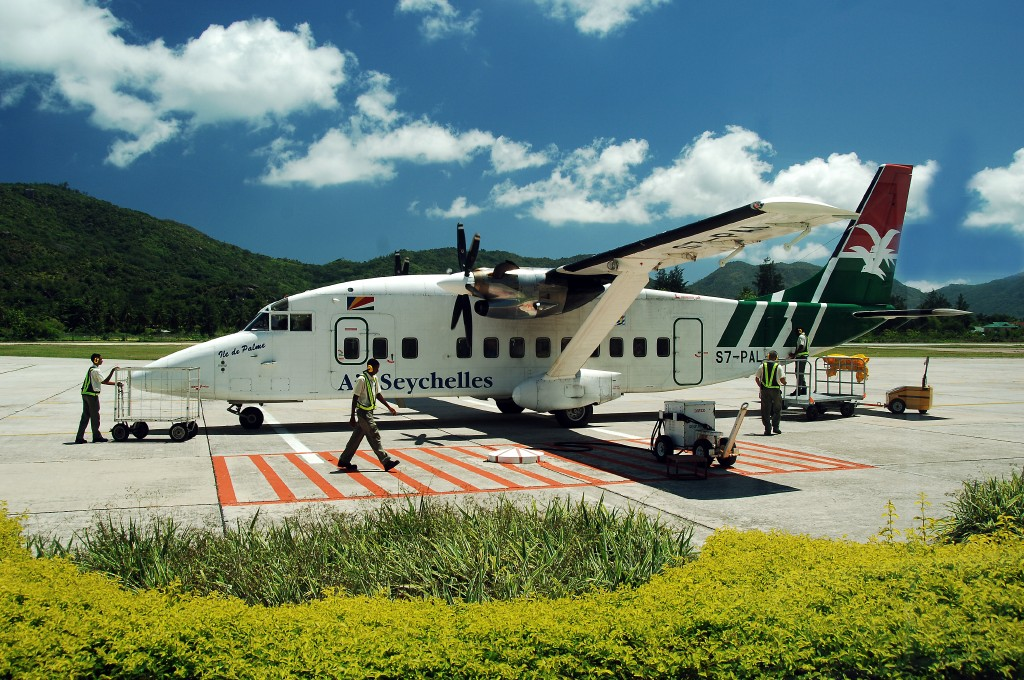
Uno Short 360 della Air Seychelles

Dallo Short 330 è derivato lo Short 360, dalle dimensioni maggiori e dalla coda completamente ridisegnata e più aerodinamica.

## Impiego operativo
Dei 125 esemplari prodotti per il mercato civile, al luglio 2011 risultavano operativi solamente 15 Short 330 in servizio passeggeri con le compagnie aeree Air Cargo Carriers, Corporate Air, Arctic Circle Air Service, Deraya Air Taxi, Mountain Air Cargo, Freedom Air e McNeely Charter Service, sette con la prima e i restanti con un esemplare ognuna.

### Incidenti
- 3 agosto 1989, Volo Olympic Aviation 545: uno Short 330 operato dalla compagnia aerea greca Olympic Aviation impattò su un pendio dell'isola di Samo, in Grecia, durante un tentativo di atterraggio in una fitta nebbia. Tutti e 3 i membri dell'equipaggio e 31 passeggeri rimasero uccisi.

## Utilizzatori

### Civili
(lista esemplari in servizio passeggeri aggiornata al luglio 2011)
 Filippine

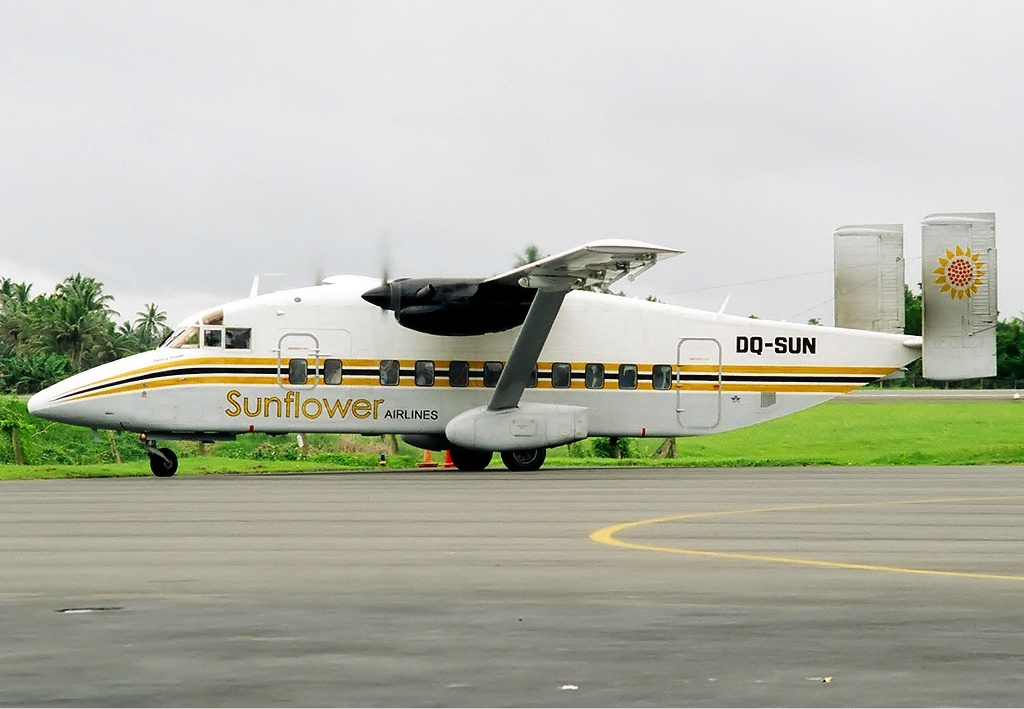
Lo Short 330 marche DQ-SUN della Sunflower Airlines, ora Pacific Sun, all'aeroporto di Suva.

- Semirara Mining and Power Corporation

1 Short 330 ricevuto e donato a partire dal 1 aprile 2022 all'Esercito filippino.
 Indonesia
- Deraya Air Taxi (1)

 Stati Uniti
- Era Alaska (Short 330 Sherpa)[10]
- Air Cargo Carriers (7)
- Corporate Air (1)
- Arctic Circle Air Service (1)
- Mountain Air Cargo (1)
- Freedom Air (1)
- McNeely Charter Service (1)

### Governativi
Thailandia
- Kongthap Akat Thai (Short 330-UTT)

### Militari
Brasile
- Aviação do Exército Brasileiro

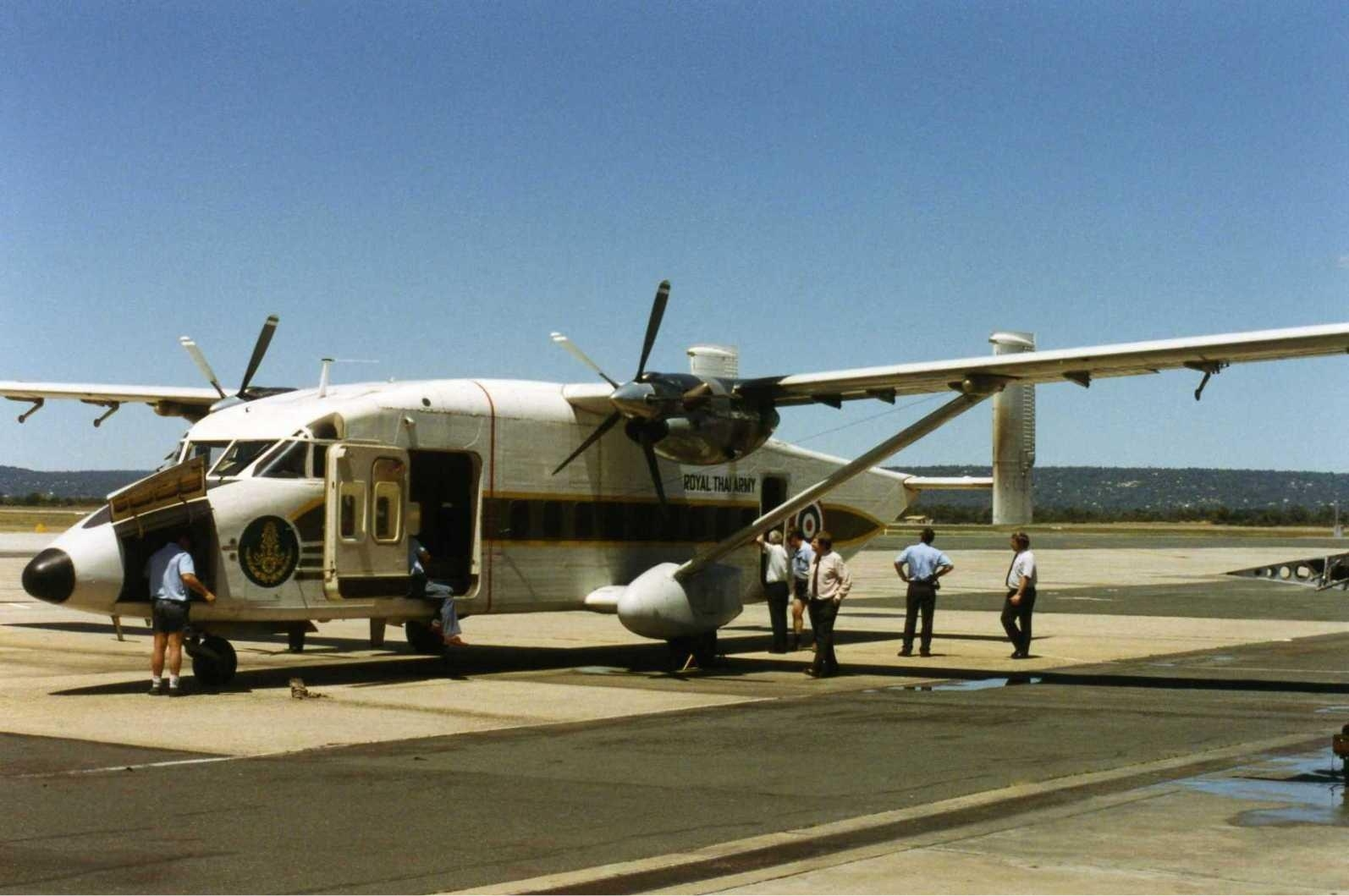
Un 330 del Kongthap Bok Thai, l'esercito thailandese, in sosta all'Aeroporto di Perth, in Australia.

L'esercito brasiliano riceverà 4 velivoli da trasporto tattico Shorts C-23B+ che verranno prelevati dai surplus dello US Army. Prima di essere consegnati, saranno sottoposti ad un aggiornamento che comprenderà diversi miglioramenti, tra cui dispositivi per la visione notturna (NVG), pilota automatico, sistema di allarme per evitare il terreno (TAWS / GPWS), Traffic Alert e Collision Avoidance System (TCAS) e un transponder civile e radar meteorologico. Ulteriori 4 C-23B+ sono stati ordinati a giugno 2018, portando a 8 il numero degli esemplari da consegnare.
 Emirati Arabi Uniti
- Al-Imarat al-'Arabiyya al-Muttahida (Short 330-UTT)[13]

 Filippine
- Hukbong Himpapawid ng Pilipinas

3 Shorts 330 consegnati ed in servizio al febbraio 2020.
- Hukbong Katihan ng Pilipinas

1 Short 330 ex Semirara Mining and Power Corporation ricevuto il 1 aprile 2022.
 Gibuti
- Force Aérienne du Djibouti

2 C-23B+ Sherpa ex US Army consegnati, e tutti in servizio al dicembre 2020.
 Thailandia
- Kongthap Akat Thai (Short 330-UTT)

 Venezuela
- Aviación Militar Venezolana

2 Shorts 360-300 consegnati e tutti in servizio al settembre 2018.

## Modellismo
- Airfix scala 1/72 fuori produzione.